# جيمس فاندربلت
جيمس فاندربلت (بالإنجليزية: James Vanderbilt)‏ هو منتج أفلام وكاتب سيناريو ومخرج أمريكي، ولد في 17 نوفمبر 1975 في نوروولك في الولايات المتحدة.

## وصلات خارجية
- جيمس فاندربلت على موقع IMDb (الإنجليزية)
- جيمس فاندربلت على موقع ألو سيني (الفرنسية)
- جيمس فاندربلت على موقع أول موفي (الإنجليزية)
- جيمس فاندربلت على موقع بوكس أوفيس موجو (الإنجليزية)
- جيمس فاندربلت على موقع قاعدة بيانات الأفلام السويدية (السويدية)
- جيمس فاندربلت على موقع قاعدة بيانات الفيلم (الإنجليزية)
- جيمس فاندربلت على موقع كينوبويسك (الروسية)